# Монастырь Зочиште
Монастырь Зочиште (серб. Манастир Зочиште, алб. Manastiri i Zoçishtës) в честь святых Косьмы и Дамиана  — мужской монастырь Рашско-Призренской епархии Сербской православной церкви в селе Зочиште общины Ораховац, контролируемом частично признанной Республикой Косово. Находится в регионе в Метохия в 5 км от города Ораховац.
Существует легенда, что церковь в Зочиште на 300 лет старше Дечан, то есть, что монастырь в Зочиште построен в XI веке. Тем не менее здание церкви датируют XIV веком. Первое письменное упоминание встречается в дарственной грамоте короля Стефана Дечанского монастырю Хиландар в 1327 году. Также в XIV веке была построена церковь  Введения во храм Пресвятой Богородицы.
Монастырь пострадал во время битвы на Косовом поле в 1389 году и был восстановлен только во 2-й половине XVI века. В 1860 году была произведена реконструкция.
В 1999 году, перед началом бомбардировки Югославии силами НАТО в монастыре проживало четыре монаха. В июне 1999 года албанцы сожгли братский корпус. Мощи святых Космы и Дамиана были перенесены в Сопочаны, а братия переселилась в монастырь Дубоки-Поток. В сентябре албанцы взорвали обе монастырские церкви. 14 июня 2002 года на руинах церкви Космы и Дамиана было проведено богослужение, но албанцы в ответ подожгли развалины церкви.
17 октября 2004 года монахи вернулись под защитой КФОР. К 2006 году были восстановлены братский корпус и церковь Космы и Дамиана. 14 июля 2007 года епископ Рашско-Призренский Артемий (Радосавлевич) освятил обновлённый монастырь.